# Palais de Stok
 (février 2015).
Si vous disposez d'ouvrages ou d'articles de référence ou si vous connaissez des sites web de qualité traitant du thème abordé ici, merci de compléter l'article en donnant les références utiles à sa vérifiabilité et en les liant à la section « Notes et références ».
Le Palais de Stock ou monastère de Stock est un monastère bouddhiste, fondé au XIVe siècle, situé sur le village de Stok, au bord de la rivière Stok, à 14 km du centre ville de Leh, dans le district de Leh au Ladakh, en Inde. Il abritait les rois de la dynastie Namgyal du Ladakh jusqu'en 1846 et est aujourd'hui un musée.
Parmi ces éléments remarquable, on peut citer sa bibliothèque qui comporte 108 volumes du Kangyour.
Elle comporte également des Thangkas du XVIe siècle représentant la vie du bouddha, Siddhartha Gautama.
Une fête de danse des masques rituelle s'y tient annuellement.